# 氷見市立湖南小学校
氷見市立湖南小学校（ひみしりつ こなんしょうがっこう）は富山県氷見市にある公立小学校。

## 沿革
- 1972年（昭和47年） - 神代・布勢の2校統合し、湖南小学校創立。ただし、名目上統合で、旧小学校は教場となる。
- 1973年（昭和48年） - 新校舎落成し、開校。これをもって、実質完全統合。
- 1975年（昭和50年） - 給食室落成し、完全給食開始。
- 1987年（昭和62年） - 創立15周年記念事業実施。
- 1989年（平成元年） - 湖南ふるさとマップ完成。校歌碑建立。
- 1991年（平成3年） - プール竣工。創立20周年記念事業実施。
- 1998年（平成10年） - 学校保健委員会設立。体育館改築竣工。
- 1999年（平成11年） - 旧館外壁塗装及び屋根防水工事実施。
- 2001年（平成13年） - 新館外壁裏改修工事。
- 2002年（平成14年） - グラウンド整備。創立30周年記念事業実施。
- 2011年（平成23年）
  - 4月 - 仏生寺小学校を統合。
  - 10月 - 校歌歌碑完成。
- 2012年（平成24年）12月 - 第2期耐震工事完成。
- 2016年（平成28年）3月 - 非構造物耐震化工事完成。
- 2017年（平成29年）4月 - 教室エアコン工事完了、全教室電子黒板配置。
- 2021年（令和3年）11月 - 湖南小学校創立10周年記念集会開催。

## 通学区域と進学先中学校
出典

### 通学区域
- 布施、深原、飯久保、矢田部、大浦、堀田、神代、蒲田、矢方、大浦新町、中島、惣領、鞍骨、仏生寺

### 進学先中学校
- 氷見市立十三中学校

## 周辺
- 富山県道296号仏生寺太田線
- 能越自動車道氷見南インターチェンジ